# Biblioteca Asturiana del Colegio de la Inmaculada (Gijón)
La Biblioteca Asturiana del Colegio de la Inmaculada es una de las colecciones bibliográficas más importantes de Asturias. De titularidad privada se encuentra depositada en la Biblioteca Pública Jovellanos desde 1992.

## Historia
La Biblioteca tuvo sus inicios en 1964. Ese año, el Colegio de la Inmaculada creó la colección por iniciativa del Padre José María Patac de las Traviesas, quien pensó en hacer una selección de los libros que tuviesen alguna relación por su temática o su autor con Asturias y a partir de ahí crear una sección Asturiana dentro de la general del Colegio.
En el año 1969 la Biblioteca Asturiana contaba ya con 4.000 volúmenes, aparte de una buena colección de periódicos con el fin de constituir una hemeroteca. Se estaba iniciando igualmente un fichero fotográfico sobre monumentos, edificios, etnografía, etc. de Asturias y formando una colección de manuscritos. Sin embargo, dada la dificultad para conseguir originales, el Padre Patac, que tenía acceso a archivos privados de extraordinaría importancia, como los de Santa Cruz de Marcenado, Revillagigedo o Mohías, no tuvo reparos en hacer reproducciones en microfilm, fotografía o fotocopia. Esto le permitió realizar copias de muchos documentos que tenían un notable interés para el estudio de temas relacionados con Asturias.
La Biblioteca Asturiana fue incrementándose poco a poco. El Padre Patac conseguía materiales tanto en Asturias como fuera de ella -viajaba con frecuencia a Madrid, donde eran frecuentes sus visitas a la Cuesta de Moyano o a las librerías de la Calle San Bernardo- y raro era el viaje donde no volvía cargado con libros o documentos.
A finales de los años 80 del pasado siglo era evidente para Patac el problema de espacio que generaba el crecimiento de la colección y la necesidad de instalar la Biblioteca en una institución donde pudiera prestar los mejores servicios. Tras algunos contactos con diversas entidades asturianas, finalmente, en 1991, se firmaría el acuerdo de cesión del uso del fondo bibliográfico por parte de la Compañía de Jesús al Ayuntamiento de Gijón y su posterior ubicación en la Biblioteca Pública “Jovellanos”, gestionada por el Principado de Asturias.
En el mismo acuerdo de cesión se acordó la creación del Premio Padre Patac para trabajos literarios o de investigación que versasen sobre historia, genealogía, heráldica, bibliografía o archivística asturianas. El Premio, convocado por el Ayuntamiento de Gijón y el Gobierno del Principado de Asturias, se entregó por primera vez en 1995.
En 2012, a instancias del Ayuntamiento de Gijón, la Biblioteca Asturiana fue declarada Bien de Interés Cultural por Decreto de la Consejería de Educación, Cultura y Deporte del Principado de Asturias.

## Colección
En el momento del traslado de los fondos a la Biblioteca "Jovellanos" en 1992 la colección contaba con 8.500 libros, 6.000 folletos, 820 mapas, además de otros materiales especiales. Entre esa fecha y 2002, año del fallecimiento del Padre Patac, la Biblioteca fue incrementando paulatinamente los fondos, aunque a menor ritmo que en los años iniciales de su formación. Desde entonces la colección está prácticamente cerrada a excepción de algunas donaciones de instituciones y particulares. 
A finales de 2015 la Biblioteca Asturiana estaba constituida por más de 30.000 documentos de muy variada tipología: monografías, folletos, publicaciones periódicas, muchísimos recortes de periódicos, mapas, fotografías, microfichas, dibujos, caricaturas, diapositivas… muchos de ellos en su soporte original pero no pocos en forma de copias. La Biblioteca conserva, en buena medida, la ordenación que le dio el Padre Patac y todavía son reconocibles las diferentes secciones de la disposición original: la sección de genealogía y heráldica, la dedicada a Jovellanos, la de autores asturianos, la ordenada por concejos (especialmente Gijón) y la colección de publicaciones periódicas.
Patac, que era muy aficionado a la fotografía, reunió también a lo largo de su vida un importante archivo fotográfico. Esta rica colección compuesta de unos 19.000 registros, fue donada al Archivo Municipal de Gijón en 1994, donde ha sido debidamente catalogada y se encuentra disponible para su consulta.
Sin duda, la importancia de la Biblioteca Asturiana estriba más en su valor de conjunto para el patrimonio bibliográfico asturiano, en especial para el de finales del siglo XIX y primera mitad del XX, que en la rareza de algunos de los documentos que conserva. Aun así, dispone de algunos ejemplares de gran interés, como, por ejemplo, un cartulario flamenco del siglo XVI, del que sólo existe otro ejemplar, en España, en la Biblioteca Nacional, una edición de 1762 de la Historia natural y médica del Principado de Asturias de Gaspar Casal y otra de 1695 de Antigüedades y cosas memorables del Principado de Asturias de Luis Alfonso de Carvallo.